# Danh sách cầu thủ tham dự Giải vô địch bóng đá nữ châu Âu 2001
Dưới đây là danh sách các cầu thủ tham dự Giải vô địch bóng đá nữ châu Âu 2001.

## Bảng A

### Đức
Huấn luyện viên:  Tina Theune-Meyer

| Số | VT | Cầu thủ            | Ngày sinh (tuổi)            | Trận | Bàn | Câu lạc bộ               |
| -- | -- | ------------------ | --------------------------- | ---- | --- | ------------------------ |
| 1  | TM | Silke Rottenberg   | 25 tháng 1, 1972 (29 tuổi)  |      |     | Brauweiler Pulheim       |
| 2  | HV | Kerstin Stegemann  | 29 tháng 9, 1977 (23 tuổi)  |      |     | Heike Rheine             |
| 3  | HV | Linda Bresonik     | 7 tháng 12, 1983 (17 tuổi)  |      |     | FCR 2001 Duisburg        |
| 4  | HV | Steffi Jones       | 22 tháng 12, 1972 (28 tuổi) |      |     | 1. FFC Frankfurt         |
| 5  | HV | Doris Fitschen (c) | 25 tháng 10, 1968 (32 tuổi) |      |     | Philadelphia Charge      |
| 6  | TĐ | Maren Meinert      | 5 tháng 8, 1973 (27 tuổi)   |      |     | Boston Breakers          |
| 7  | TV | Pia Wunderlich     | 26 tháng 1, 1975 (26 tuổi)  |      |     | 1. FFC Frankfurt         |
| 8  | TĐ | Sandra Smisek      | 3 tháng 7, 1977 (23 tuổi)   |      |     | FSV Frankfurt            |
| 9  | TĐ | Birgit Prinz       | 25 tháng 10, 1977 (23 tuổi) |      |     | 1. FFC Frankfurt         |
| 10 | TV | Bettina Wiegmann   | 7 tháng 10, 1971 (29 tuổi)  |      |     | Boston Breakers          |
| 11 | TĐ | Martina Müller     | 18 tháng 4, 1980 (21 tuổi)  |      |     | SC 07 Bad Neuenahr       |
| 12 | TĐ | Claudia Müller     | 21 tháng 5, 1974 (27 tuổi)  |      |     | WSV Wolfsburg-Wendschott |
| 13 | HV | Sandra Minnert     | 7 tháng 4, 1973 (28 tuổi)   |      |     | 1. FFC Frankfurt         |
| 14 | HV | Madleen Wilder     | 6 tháng 7, 1980 (20 tuổi)   |      |     | 1. FFC Turbine Potsdam   |
| 15 | TV | Navina Omilade     | 3 tháng 11, 1981 (19 tuổi)  |      |     | Brauweiler Pulheim       |
| 16 | TV | Renate Lingor      | 11 tháng 10, 1975 (25 tuổi) |      |     | 1. FFC Frankfurt         |
| 17 | HV | Ariane Hingst      | 25 tháng 7, 1979 (21 tuổi)  |      |     | 1. FFC Turbine Potsdam   |
| 18 | TĐ | Petra Wimbersky    | 9 tháng 11, 1982 (18 tuổi)  |      |     | Bayern München           |
| 19 | HV | Tina Wunderlich    | 10 tháng 10, 1977 (23 tuổi) |      |     | 1. FFC Frankfurt         |
| 20 | TM | Nadine Angerer     | 10 tháng 11, 1978 (22 tuổi) |      |     | 1. FFC Turbine Potsdam   |

### Thụy Điển
Huấn luyện viên:  Marika Domanski-Lyfors

| Số | VT | Cầu thủ             | Ngày sinh (tuổi)            | Trận | Bàn | Câu lạc bộ        |
| -- | -- | ------------------- | --------------------------- | ---- | --- | ----------------- |
| 1  | TM | Caroline Jönsson    | 22 tháng 11, 1977 (23 tuổi) |      |     | Malmö FF          |
| 2  | HV | Karolina Westberg   | 16 tháng 5, 1978 (23 tuổi)  |      |     | Malmö FF          |
| 3  | HV | Jane Törnqvist      | 9 tháng 5, 1975 (26 tuổi)   |      |     | Älvsjö AIK        |
| 4  | HV | Hanna Marklund      | 26 tháng 11, 1977 (23 tuổi) |      |     | Umeå IK           |
| 5  | TV | Kristin Bengtsson   | 12 tháng 1, 1970 (31 tuổi)  |      |     | San Diego Spirit  |
| 6  | TV | Malin Moström       | 1 tháng 8, 1975 (25 tuổi)   |      |     | Umeå IK           |
| 7  | HV | Sara Larsson        | 13 tháng 5, 1975 (26 tuổi)  |      |     | Malmö FF          |
| 8  | TV | Tina Nordlund       | 19 tháng 3, 1977 (24 tuổi)  |      |     | Umeå IK           |
| 9  | TV | Malin Andersson (c) | 4 tháng 5, 1973 (28 tuổi)   |      |     | Älvsjö AIK        |
| 10 | TĐ | Hanna Ljungberg     | 8 tháng 1, 1979 (22 tuổi)   |      |     | Umeå IK           |
| 11 | TĐ | Victoria Svensson   | 18 tháng 5, 1975 (26 tuổi)  |      |     | Älvsjö AIK        |
| 12 | TM | Ulla-Karin Thelin   | 19 tháng 2, 1977 (24 tuổi)  |      |     | Umeå IK           |
| 13 | HV | Sofia Eriksson      | 11 tháng 5, 1979 (22 tuổi)  |      |     | Umeå IK           |
| 14 | TV | Linda Fagerström    | 17 tháng 3, 1977 (24 tuổi)  |      |     | Hammarby IF       |
| 15 | TV | Therese Sjögran     | 8 tháng 4, 1977 (24 tuổi)   |      |     | Kristianstads DFF |
| 16 | TĐ | Elin Flyborg        | 5 tháng 10, 1976 (24 tuổi)  |      |     | Djurgårdens IF    |
| 17 | TĐ | Therese Lundin      | 3 tháng 3, 1979 (22 tuổi)   |      |     | Malmö FF          |
| 18 | HV | Frida Östberg       | 10 tháng 12, 1977 (23 tuổi) |      |     | Umeå IK           |
| 19 | HV | Sara Call           | 16 tháng 7, 1977 (23 tuổi)  |      |     | Bälinge IF        |
| 20 | TĐ | Sara Johansson      | 23 tháng 1, 1980 (21 tuổi)  |      |     | Djurgårdens IF    |

### Nga
Huấn luyện viên:  Yury Bystritskiy

| Số | VT | Cầu thủ                 | Ngày sinh (tuổi)            | Trận | Bàn | Câu lạc bộ        |
| -- | -- | ----------------------- | --------------------------- | ---- | --- | ----------------- |
| 1  | TM | Svetlana Petko          | 6 tháng 6, 1970 (31 tuổi)   |      |     | CSK VVS Samara    |
| 2  | HV | Natalia Karasseva       | 30 tháng 4, 1977 (24 tuổi)  |      |     | CSK VVS Samara    |
| 3  | HV | Marina Burakova         | 8 tháng 5, 1966 (35 tuổi)   |      |     | Energiya Voronezh |
| 4  | HV | Elena Zikhareva         | 8 tháng 7, 1974 (26 tuổi)   |      |     | Ryazan VDV        |
| 5  | HV | Natalia Filippova       | 7 tháng 2, 1975 (26 tuổi)   |      |     | CSK VVS Samara    |
| 6  | TV | Galina Komarova         | 12 tháng 8, 1977 (23 tuổi)  |      |     | CSK VVS Samara    |
| 7  | TV | Tatiana Egorova         | 10 tháng 3, 1970 (31 tuổi)  |      |     | Lada Toliatti     |
| 8  | TĐ | Irina Grigorieva (c)    | 21 tháng 2, 1972 (29 tuổi)  |      |     | CSK VVS Samara    |
| 9  | TV | Alexandra Svetlitskaya  | 20 tháng 8, 1971 (29 tuổi)  |      |     | Lada Toliatti     |
| 10 | TĐ | Natalia Barbashina      | 26 tháng 8, 1973 (27 tuổi)  |      |     | Ryazan VDV        |
| 11 | TĐ | Olga Letyushova         | 29 tháng 12, 1975 (25 tuổi) |      |     | Ryazan VDV        |
| 12 | TM | Larissa Kapitonova      | 4 tháng 5, 1970 (31 tuổi)   |      |     | Ryazan VDV        |
| 13 | TV | Oksana Shmachkova       | 20 tháng 6, 1981 (20 tuổi)  |      |     | Ryazan VDV        |
| 14 | HV | Natalia Karasseva       | 30 tháng 4, 1977 (24 tuổi)  |      |     | Lada Toliatti     |
| 15 | TV | Elena Fomina            | 5 tháng 4, 1979 (22 tuổi)   |      |     | Chertanovo Moskva |
| 16 | TĐ | Olga Kremleva           | 9 tháng 10, 1974 (26 tuổi)  |      |     | CSK VVS Samara    |
| 17 | TV | Tatiana Skotnikova      | 27 tháng 11, 1978 (22 tuổi) |      |     | Lada Toliatti     |
| 18 | TV | Anastassia Pustovoitova | 10 tháng 2, 1981 (20 tuổi)  |      |     | Ryazan VDV        |
| 19 | HV | Yulia Issaeva           | 30 tháng 6, 1977 (23 tuổi)  |      |     | CSK VVS Samara    |
| 20 | TM | Tatiana Pichugova       | 16 tháng 5, 1979 (22 tuổi)  |      |     | Chertanovo Moskva |

### Anh
Huấn luyện viên:  Hope Powell

| Số | VT | Cầu thủ          | Ngày sinh (tuổi)            | Trận | Bàn | Câu lạc bộ          |
| -- | -- | ---------------- | --------------------------- | ---- | --- | ------------------- |
| 1  | TM | Pauline Cope     | 16 tháng 2, 1969 (32 tuổi)  |      |     | Charlton Athletic   |
| 2  | HV | Danielle Murphy  | 4 tháng 6, 1981 (20 tuổi)   |      |     | Florida Gators      |
| 3  | HV | Rachel Unitt     | 5 tháng 6, 1982 (19 tuổi)   |      |     | Everton             |
| 4  | TV | Becky Easton     | 16 tháng 4, 1974 (27 tuổi)  |      |     | Doncaster Belles    |
| 5  | HV | Mo Marley (c)    | 31 tháng 1, 1967 (34 tuổi)  |      |     | Everton             |
| 6  | HV | Katie Chapman    | 15 tháng 6, 1982 (19 tuổi)  |      |     | Fulham              |
| 7  | TV | Karen Burke      | 14 tháng 6, 1971 (30 tuổi)  |      |     | Doncaster Belles    |
| 8  | TV | Tara Proctor     | 31 tháng 1, 1971 (30 tuổi)  |      |     | Charlton Athletic   |
| 9  | TĐ | Kelly Smith      | 29 tháng 10, 1978 (22 tuổi) |      |     | Philadelphia Charge |
| 10 | TĐ | Angela Banks     | 23 tháng 12, 1975 (25 tuổi) |      |     | Arsenal             |
| 11 | TV | Sue Smith        | 24 tháng 11, 1979 (21 tuổi) |      |     | Tranmere Rovers     |
| 12 | HV | Faye White       | 2 tháng 2, 1978 (23 tuổi)   |      |     | Arsenal             |
| 13 | TM | Leanne Hall      | 19 tháng 5, 1980 (21 tuổi)  |      |     | Doncaster Belles    |
| 14 | HV | Julie Fletcher   | 28 tháng 9, 1974 (26 tuổi)  |      |     | Charlton Athletic   |
| 15 | TV | Samantha Britton | 8 tháng 12, 1973 (27 tuổi)  |      |     | Everton             |
| 16 | TĐ | Marieanne Spacey | 13 tháng 12, 1966 (34 tuổi) |      |     | Arsenal             |
| 17 | TĐ | Rachel Yankey    | 1 tháng 11, 1979 (21 tuổi)  |      |     | Fulham              |
| 18 | TĐ | Karen Walker     | 29 tháng 7, 1969 (31 tuổi)  |      |     | Doncaster Belles    |
| 19 | TV | Vicky Exley      | 22 tháng 10, 1975 (25 tuổi) |      |     | Doncaster Belles    |
| 20 | TM | Rachel Brown     | 2 tháng 7, 1980 (20 tuổi)   |      |     | Pittsburgh Panthers |

## Bảng B

### Đan Mạch
Huấn luyện viên:  Poul Højmose

| Số | VT | Cầu thủ               | Ngày sinh (tuổi)            | Trận | Bàn | Câu lạc bộ       |
| -- | -- | --------------------- | --------------------------- | ---- | --- | ---------------- |
| 1  | TM | Heidi Johansen        | 9 tháng 6, 1983 (18 tuổi)   |      |     | OB Odense        |
| 2  | HV | Ulla Knudsen          | 21 tháng 6, 1976 (25 tuổi)  |      |     | HEI Aarhus       |
| 3  | HV | Katrine Pedersen      | 13 tháng 4, 1977 (24 tuổi)  |      |     | HEI Aarhus       |
| 4  | HV | Lene Terp (c)         | 15 tháng 4, 1973 (28 tuổi)  |      |     | OB Odense        |
| 5  | HV | Gitte Andersen        | 28 tháng 4, 1977 (24 tuổi)  |      |     | Brøndby IF       |
| 6  | TV | Cathrine Sørensen     | 14 tháng 6, 1978 (23 tuổi)  |      |     | Brøndby IF       |
| 7  | HV | Julie Hauge Andersson | 2 tháng 1, 1970 (31 tuổi)   |      |     | OB Odense        |
| 8  | TĐ | Lene Jensen           | 17 tháng 3, 1976 (25 tuổi)  |      |     | HEI Aarhus       |
| 9  | TĐ | Christina Petersen    | 17 tháng 9, 1974 (26 tuổi)  |      |     | Fortuna Hjørring |
| 10 | TĐ | Gitte Krogh           | 13 tháng 5, 1977 (24 tuổi)  |      |     | OB Odense        |
| 11 | TĐ | Merete Pedersen       | 30 tháng 6, 1973 (27 tuổi)  |      |     | OB Odense        |
| 12 | TV | Nadia Kjeldgaard      | 2 tháng 11, 1978 (22 tuổi)  |      |     | HEI Aarhus       |
| 13 | TĐ | Julie Rydahl Bukh     | 9 tháng 1, 1981 (20 tuổi)   |      |     | Vejle Boldklub   |
| 14 | TV | Lisa Søndergaard      | 27 tháng 10, 1973 (27 tuổi) |      |     | HEI Aarhus       |
| 15 | HV | Mitzi Møller          | 2 tháng 10, 1979 (21 tuổi)  |      |     | Hillerød GI      |
| 16 | TM | Tine Cederkvist       | 21 tháng 3, 1979 (22 tuổi)  |      |     | Hillerød GI      |
| 17 | TV | Christina Bonde       | 28 tháng 9, 1973 (27 tuổi)  |      |     | Fortuna Hjørring |
| 18 | TĐ | Mette Jokumsen        | 11 tháng 2, 1977 (24 tuổi)  |      |     | HEI Aarhus       |
| 19 | TV | Anja Møller           | 11 tháng 5, 1978 (23 tuổi)  |      |     | Hillerød GI      |
| 20 | TĐ | Janne Madsen          | 12 tháng 3, 1978 (23 tuổi)  |      |     | Fortuna Hjørring |

### Na Uy
Huấn luyện viên:  Åge Steen

| Số | VT | Cầu thủ              | Ngày sinh (tuổi)           | Trận | Bàn | Câu lạc bộ       |
| -- | -- | -------------------- | -------------------------- | ---- | --- | ---------------- |
| 1  | TM | Bente Nordby         | 23 tháng 7, 1974 (26 tuổi) |      |     | Carolina Courage |
| 2  | HV | Brit Sandaune        | 5 tháng 6, 1972 (29 tuổi)  |      |     | Trondheims-Ørn   |
| 3  | HV | Gøril Kringen (c)    | 28 tháng 1, 1972 (29 tuổi) |      |     | Trondheims-Ørn   |
| 4  | HV | Anne Tønnessen       | 18 tháng 3, 1974 (27 tuổi) |      |     | Kolbotn          |
| 5  | HV | Bente Kvitland       | 23 tháng 6, 1974 (27 tuổi) |      |     | Trondheims-Ørn   |
| 6  | TV | Hege Riise           | 18 tháng 7, 1969 (31 tuổi) |      |     | Carolina Courage |
| 7  | TV | Solveig Gulbrandsen  | 12 tháng 1, 1981 (20 tuổi) |      |     | Kolbotn          |
| 8  | TV | Monica Knudsen       | 25 tháng 3, 1975 (26 tuổi) |      |     | Asker            |
| 9  | TĐ | Ragnhild Gulbrandsen | 22 tháng 2, 1977 (24 tuổi) |      |     | Trondheims-Ørn   |
| 10 | TV | Unni Lehn            | 7 tháng 6, 1977 (24 tuổi)  |      |     | Trondheims-Ørn   |
| 11 | TĐ | Margunn Haugenes     | 25 tháng 1, 1970 (31 tuổi) |      |     | Fulham           |
| 12 | TM | Ingeborg Hovland     | 3 tháng 10, 1969 (31 tuổi) |      |     | Klepp IL         |
| 13 | HV | Henriette Viker      | 5 tháng 8, 1973 (27 tuổi)  |      |     | Asker            |
| 14 | TĐ | Dagny Mellgren       | 19 tháng 6, 1976 (25 tuổi) |      |     | Boston Breakers  |
| 15 | HV | Ane Stangeland       | 2 tháng 6, 1980 (21 tuổi)  |      |     | Klepp IL         |
| 16 | TV | Christine Bøe Jensen | 3 tháng 6, 1975 (26 tuổi)  |      |     | Kolbotn          |
| 17 | TĐ | Anita Rapp           | 24 tháng 7, 1977 (23 tuổi) |      |     | Asker            |
| 18 | TĐ | Linda Ørmen          | 22 tháng 3, 1977 (24 tuổi) |      |     | Kolbotn          |
| 19 | HV | Anne Bugge-Paulsen   | 29 tháng 6, 1979 (21 tuổi) |      |     | Arna-Bjørnar     |
| 20 | TV | Trine Rønning        | 14 tháng 6, 1982 (19 tuổi) |      |     | Trondheims-Ørn   |

### Ý
Huấn luyện viên:  Carolina Morace

| Số | VT | Cầu thủ                | Ngày sinh (tuổi)            | Trận | Bàn | Câu lạc bộ        |
| -- | -- | ---------------------- | --------------------------- | ---- | --- | ----------------- |
| 1  | TM | Giorgia Brenzan (c)    | 21 tháng 8, 1967 (33 tuổi)  |      |     | Foroni Verona     |
| 2  | HV | Monica Caprini         | 15 tháng 5, 1974 (27 tuổi)  |      |     | Ruco Line Lazio   |
| 3  | HV | Daniela Tavalazzi      | 8 tháng 8, 1972 (28 tuổi)   |      |     | Torres            |
| 4  | HV | Giulia Perelli         | 23 tháng 4, 1982 (19 tuổi)  |      |     | Pisa CF           |
| 5  | HV | Goia Masia             | 22 tháng 1, 1977 (24 tuổi)  |      |     | Torres            |
| 6  | HV | Adele Frollani         | 4 tháng 8, 1974 (26 tuổi)   |      |     | Ruco Line Lazio   |
| 7  | TV | Damiana Deiana         | 26 tháng 6, 1970 (30 tuổi)  |      |     | Torres            |
| 8  | TV | Marina Pellizzer       | 8 tháng 2, 1972 (29 tuổi)   |      |     | Foroni Verona     |
| 9  | TĐ | Patrizia Panico        | 8 tháng 2, 1975 (26 tuổi)   |      |     | Ruco Line Lazio   |
| 10 | TV | Tatiana Zorri          | 19 tháng 10, 1977 (23 tuổi) |      |     | Ruco Line Lazio   |
| 11 | TĐ | Rita Guarino           | 31 tháng 1, 1971 (30 tuổi)  |      |     | Torres            |
| 12 | TM | Fabiana Comin          | 20 tháng 3, 1970 (31 tuổi)  |      |     | Bardolino Verona  |
| 13 | HV | Manuela Tesse          | 28 tháng 2, 1976 (25 tuổi)  |      |     | Foroni Verona     |
| 14 | TV | Federica D'Astolfo     | 27 tháng 10, 1966 (34 tuổi) |      |     | Foroni Verona     |
| 15 | HV | Anna Duo               | 8 tháng 8, 1972 (28 tuổi)   |      |     | Ruco Line Lazio   |
| 16 | TV | Piera-Cassandra Maglio | 30 tháng 1, 1976 (25 tuổi)  |      |     | Bardolino Verona  |
| 17 | TĐ | Silvia Tagliacarne     | 8 tháng 8, 1975 (25 tuổi)   |      |     | ACF Milan         |
| 18 | TĐ | Teresina Marsico       | 7 tháng 2, 1976 (25 tuổi)   |      |     | AC Gravina        |
| 19 | TV | Samantha Ceroni        | 26 tháng 2, 1973 (28 tuổi)  |      |     | Ruco Line Lazio   |
| 20 | TM | Carla Brunozzi         | 20 tháng 4, 1976 (25 tuổi)  |      |     | Atletico Dristano |

### Pháp
Huấn luyện viên:  Élisabeth Loisel

| Số | VT | Cầu thủ                  | Ngày sinh (tuổi)            | Trận | Bàn | Câu lạc bộ             |
| -- | -- | ------------------------ | --------------------------- | ---- | --- | ---------------------- |
| 1  | TM | Corinne Lagache          | 9 tháng 12, 1975 (25 tuổi)  |      |     | La Roche ESOF          |
| 2  | HV | Emmanuelle Sykora        | 21 tháng 2, 1976 (25 tuổi)  |      |     | Olympique Lyonnais     |
| 3  | HV | Élodie Woock             | 13 tháng 1, 1976 (25 tuổi)  |      |     | Toulouse FC            |
| 4  | HV | Sabrina Viguier          | 4 tháng 1, 1981 (20 tuổi)   |      |     | Toulouse FC            |
| 5  | HV | Corinne Diacre (c)       | 4 tháng 8, 1974 (26 tuổi)   |      |     | ASJ Soyaux             |
| 6  | TV | Sandrine Soubeyrand      | 16 tháng 8, 1973 (27 tuổi)  |      |     | FCF Juvisy             |
| 7  | TV | Stephanie Mugneret-Beghe | 22 tháng 3, 1974 (27 tuổi)  |      |     | FCF Juvisy             |
| 8  | TV | Gaëlle Blouin            | 14 tháng 8, 1972 (28 tuổi)  |      |     | Toulouse FC            |
| 9  | TĐ | Anne Zenoni              | 26 tháng 3, 1971 (30 tuổi)  |      |     | Toulouse FC            |
| 10 | TV | Françoise Jezequel       | 30 tháng 3, 1970 (31 tuổi)  |      |     | Saint-Brieuc           |
| 11 | TĐ | Marinette Pichon         | 26 tháng 11, 1975 (25 tuổi) |      |     | Saint-Memmie Olympique |
| 12 | TV | Sarah M'Barek            | 13 tháng 10, 1977 (23 tuổi) |      |     | La Roche ESOF          |
| 13 | TĐ | Marie Kubiak             | 11 tháng 5, 1981 (20 tuổi)  |      |     | Olympique Lyonnais     |
| 14 | HV | Aline Riera              | 21 tháng 1, 1972 (29 tuổi)  |      |     | FCF Juvisy             |
| 15 | TĐ | Angélique Roujas         | 15 tháng 9, 1974 (26 tuổi)  |      |     | La Roche ESOF          |
| 16 | TM | Céline Marty             | 30 tháng 3, 1976 (25 tuổi)  |      |     | Toulouse FC            |
| 17 | TV | Severine Lecoufle        | 31 tháng 3, 1975 (26 tuổi)  |      |     | ES Cormelles           |
| 18 | TĐ | Hoda Lattaf              | 31 tháng 8, 1978 (22 tuổi)  |      |     | La Roche ESOF          |
| 19 | TĐ | Candie Herbert           | 4 tháng 6, 1977 (24 tuổi)   |      |     | ASJ Soyaux             |
| 20 | HV | Sonia Bompastor          | 8 tháng 6, 1980 (21 tuổi)   |      |     | La Roche ESOF          |